# Al-Qaida i Jemen
Al-Qaida på den Arabiska halvön, AQAP (Al-Qa‘ida in the Arabian Peninsula) är en Jemenbaserad avdelning av al-Qaida med mål att etablera en islamisk stat på den Arabiska halvön. Den har utfört flera uppmärksammade terrordåd på senare år, och ses av USA:s regering som al-Qaidas farligaste gren.
Den första attacken av AQAP:s föregångare i Jemen ägde rum 1992 i Aden och det värsta attentatet skedde i maj 2003 när flera självmordsbombare detonerade sina sprängladdningar i ett område med västerländska bosättningar. De mest spektakulära händelserna av AQAP har varit de misslyckade försöken den 25 december 2009 att spränga ett amerikanskt passagerarplan i luften och den 27 oktober 2010 att skicka två paketbomber på fraktflyg på väg till USA.

## AQAP bildades 2009
AQAP:s bildades ur den grupp al-Qaidamedlemmar som i februari 2006 flydde från ett fängelse i huvudstaden Sanaa i Jemen. Efter rymningen från fängelset började gruppen rekrytera nya medlemmar och satte upp flera nya baser i Jemen. Den 23 januari 2009 tillkännagavs att en ny al-Qaidagrupp, AQAP, bildats och att den var en sammanslagning av de lokala al-Qaidagrenarna i Saudiarabien och Jemen. Man förklarade att man hade enats för att starta ett nytt heligt krig på den Arabiska halvön och för att därefter etablera en islamsk stat i området. Man uppmanade även anhängare från hela världen att ansluta sig till baserna i landet samt klanerna i Jemen att slåss mot regeringen och att stödja al-Qaidamedlemmar i deras områden. 

## Verksamhet
AQAP har varit i strid med regeringstrupper och fler än 1000 personer har därvid dödats i framförallt södra Jemen. Närmare 60 al-Qaidamedlemmar rapporterades 2009 ha dött i striderna. De våldsammaste striderna ägde rum under sommaren 2011 då AQAP tog kontroll över flera städer. Inte förrän i juni 2012 återtog militären kontrollen över dessa. Under 2012 hade AQAP tagit på sig en rad bombdåd i Jemen, bland annat självmordsbombningen mot en övning för en militärparad som dödade över 100 personer i slutet av maj.  USA har genomfört ett antal flygattacker mot AQAP med så kallade drönare (obemannade flygplan). 
AQAP har sina baser i de klandominerade områdena utanför Sanaa vilka till större delen inte kontrolleras av regeringen.

## Nättidningar
AQAP startade 1 juli 2010 den engelskspråkiga nättidskriften Inspire  på terrornätverkets sajt vilken följdes av AQAP:s arabiskspråkiga al-Madad News Agency 2011.